# National Film Preservation Board
Il National Film Preservation Board (Comitato nazionale per la conservazione dei film) è un comitato che seleziona film con la finalità di conservarli nella Library of Congress National Film Registry (registro nazionale dei film della Biblioteca del Congresso). È stato istituito dal National Film Preservation Act nel 1988.
Questo comitato ha lo scopo di selezionare per la conservazione i film che siano culturalmente, storicamente o esteticamente significanti. Il numero di lavori selezionabili annualmente non può essere superiore a venticinque e devono avere almeno dieci anni.